# Supreme Pictures Corporation
Supreme Pictures foi uma companhia produtora cinematográfica estadunidense fundada em 1919 por Louis Grossman, John W. Grey, Arthur B. Reeve e Harry Houdini, e  que produziu o seriado em 15 capítulos The Mystery Mind, em 1920.

## Filmografia
- The Mystery Mind (1920)